# 延翅风毛菊
延翅风毛菊（学名：Saussurea pteridophylla）是菊科风毛菊属的植物，是中国的特有植物。分布于中国大陆的四川等地，生长于海拔3,000米的地区，多生在灌丛中，目前尚未由人工引种栽培。